# 395 av. J.-C.
Cette page concerne l'année 395 av. J.-C. du calendrier julien proleptique.

## Événements
- Printemps : Agésilas II est vainqueur près de Sardes, sur les bords du Pactole, du satrape perse Tissapherne. Ce dernier, accusé de trahison par la reine-mère Parysatis qui cherche à venger la mort de son fils Cyrus le Jeune, est exécuté à Colosses en Phrygie[1].
- Été : début de la guerre de Corinthe entre Sparte et une coalition de cités rejetant sa domination (fin en 386 av. J.-C.). Lysandre envahit la Béotie mais est tué devant la cité d'Haliarte[2].
  -  Argos, Athènes, Corinthe,  Thèbes et la confédération béotienne luttent contre l’hégémonie spartiate. Au début de l’année, la faction thébaine d’Isménias, hostile à Sparte, s’arrange pour envenimer les habituelles querelles frontalières entre Locriens et Phocidiens. Les Locriens font appel aux Thébains qui envahissent la Phocide. Les Phocidiens font alors appel aux Spartiates. Thèbes demande l’alliance d’Athènes, qui décide à l’unanimité de lui porter secours. Lysandre, qui attaque la Béotie par le nord-ouest à la tête des Phocidiens est vaincu et tué à Haliarte, avant d’avoir fait sa jonction avec les forces péloponnésiennes du roi Pausanias Ier. Pausanias, arrivé après la bataille, conclut une trêve pour retirer les morts et accepte de rentrer dans le Péloponnèse. À son retour, il est accusé de trahison, destitué et condamné à mort par contumace. Les alliés établissent un conseil commun qui siège à Corinthe, et obtiennent de nombreux ralliements (Eubée, Leucade, Acarnanie, Chalcidique).

- Fin de l’été, deuxième guerre gréco-punique : levée du siège de Syracuse par les Carthaginois[3]. Après quelques revers devant Syracuse et face aux épidémies qui déciment ses troupes, Himilcon quitte de nuit la Sicile avec ses troupes carthaginoises. Les Syracusains s’emparent des mercenaires laissés sur place. Les prisonniers sont vendus comme esclaves. Quelques contingents d’ibères sont enrôlés par Denys[4].
- Automne : Agésilas II ravage la Phrygie hellespontique  et la Paphlagonie[1]. Les Rhodiens se révoltent contre Sparte et accueillent la flotte de Conon et de Pharnabaze. Agésilas reçoit alors le commandement de la flotte et délègue son pouvoir sur mer à son beau-frère Peisandros, un incapable. Alors qu’Agésilas s’apprête à envahir l’Anatolie, les positions spartiates sont menacées en mer Égée. Sur l’ordre du nouveau satrape Tithraustès, le Rhodien Timocratès parcourt les cités grecques pour financer une guerre contre Sparte en Grèce même[5].

- En Inde, début du règne de Kalashoka, roi du Magadha (le Kakavarna de Curtius et Diodore). Il est assassiné vers 367 av. J.-C.[6].
- Élection à Rome de tribuns militaires à pouvoir consulaire : Cornelius Cossus, Cornelius Scipio, Marcus Valerius Maximus, Kaeso Fabius Ambustus, Lucius Furius Medullinus, Quintus Servilius. Prise de Capena par Camille ; Faléries résiste[7].
- Révolte des militaires libyens à la suite de la défaite navale d’Himilcon au siège de Syracuse, où les Carthaginois ont livré comme esclaves une partie de leurs mercenaires au tyran Denys l'Ancien[3].
- Introduction solennelle à Carthage des cultes de Déméter et de Coré en expiation d’un sacrilège commis par Himilcon durant le siège de Syracuse[4]. Un temple leur est consacré sur la colline de Bordj Djedid et un culte leur est rendu par des femmes grecques installées à Carthage.

## Naissances
- Lysippe

## Décès
- Lysandre
- Tissapherne
- Vers 395 av. J.-C.
- Li Kui, ministre de la Chine archaïque, conseiller de la cour du marquis Wen de Wei dans l'État de Wei (° vers 455 av. J.-C.).